# 남자는 안 팔려
"남자는 안 팔려"는 한국에서 제작된 임권택 감독의 1963년 영화이다. 구봉서 등이 주연으로 출연하였고 원선 등이 제작에 참여하였다.

## 출연

### 주연
- 구봉서
- 이대엽
- 최지희

## 제작진
- 조명: 고해진
- 미술: 홍성칠